# Dai Koyamada
Dai Koyamada (小山田 大, Koyamada Dai) est un grimpeur japonais, né en 1976, spécialiste d'escalade sportive et de escalade de bloc. Il est considéré comme l'un des meilleurs grimpeurs mondiaux de sa génération et il est connu pour avoir ouvert ou répété des voies aux plus hauts niveaux de difficulté.